# Wy-dit-Joli-Village
Wy-dit-Joli-Village är en kommun i departementet Val-d'Oise i regionen Île-de-France i norra Frankrike. Kommunen ligger i kantonen Magny-en-Vexin som tillhör arrondissementet Pontoise. År 2022 hade Wy-dit-Joli-Village 329 invånare.

## Befolkningsutveckling
Antalet invånare i kommunen Wy-dit-Joli-Village
| Referens: INSEE |